# Ralph Baudach
Ralph Baudach (* 5. Dezember 1982 in München) ist ein deutscher TV-Journalist, Moderator, Nachrichtensprecher der Tagesschau und Musiker.

## Leben
Baudach hat familiäre Wurzeln in Vorpommern, Thüringen und Sachsen. Sein Vater floh 1961 aus der DDR. Baudach wurde in München geboren und wuchs in Koblenz auf. Er erhielt Unterricht auf dem klassischen Saxophon. Am Koblenzer Max-von-Laue-Gymnasium war er Teil der Schulband. Mehrfach wirkte er in Produktionen des Koblenzer Jugendtheaters mit. Im Jahr 2000 trat er mit seiner Band Sucks-A-Phone auf dem SWR3 New Pop Festival auf. 2001 war die Band in der 1500. Folge der ARD-Vorabendserie Verbotene Liebe zu sehen. Mit seiner Band muckepack. spielte er 2005 auf dem Himmelblau-Festival. Im selben Jahr nahm er an einem Vorspielen beim Bundesjazzorchester unter Peter Herbolzheimer teil, das er bestand.
Nach dem Abitur im Jahr 2002 leistete Baudach seinen Wehrdienst beim Heeresmusikkorps 300 in Koblenz. Anschließend studierte er Angewandte Medienwissenschaft an der Technischen Universität Ilmenau sowie Chinesischen Film, Amerikanische Literatur & Film sowie Dokumentarfilm an der Ateneo de Manila University auf den Philippinen. Im Jahr 2006 realisierte er in Schottland den Animationsfilm Epilogue, der auf Filmfestivals in den USA, Brasilien, Frankreich, Deutschland, Polen und dem Iran gezeigt wurde. 2008 produzierte er mit Förderung der Thüringer Staatskanzlei und des Goethe-Instituts der Philippinen den Animationsfilm MOX.
Unter dem Pseudonym freisam trat Baudach von 2008 bis 2011 auf Poetryslam-Bühnen in Berlin, München und Hamburg auf.
Baudach arbeitete für die Thüringer Allgemeine sowie Süddeutsche Zeitung TV, bevor er 2010/2011 beim Norddeutschen Rundfunk volontierte. Seit 2011 hat er als TV-Autor, Videojournalist und Reporter für die Sendungen ttt - titel thesen temperamente und Tagesthemen (ARD), Kulturjournal und 7 Tage (NDR) sowie metropolis (ARTE) Beiträge produziert. Er spezialisierte sich auf Kulturberichterstattung.
Bis 2020 moderierte Ralph Baudach sechs Jahre lang das Kultur-Ressort auf tagesschau24, für das er auch von der Berlinale berichtete. 2015 entwickelte er die Sendung Alben des Jahres, die Ende 2022 eingestellt wurde. Seit 8. März 2019 ist er als Sprecher in den Tagesschau-Nachtausgaben der ARD zu sehen, spricht die 9-Uhr-Ausgabe der Tagesschau und moderiert derzeit die Nachrichten bei tagesschau24.
Baudach spielt neben dem Saxophon auch Bass, Gitarre und Klarinette. Sein Saxophonspiel ist auf eigenen Alben und auf Veröffentlichungen der Bands Dazerdoreal und KEN zu hören. Er betreibt ein Tonstudio, in dem er Songs schreibt und produziert. 2015 entstand dort sein Debütalbum, Click Meat. Er spielt regelmäßig in der Downtown Bigband von Bob Lanese.
2023 startete er mit dem Theologen Justus Geilhufe den Podcast West-östlicher Alman (Anspielung auf Goethes West-östlicher Divan, hier jedoch bezogen auf West- und Ostdeutschland sowie den Ethnophaulismus Alman).

## Privates
Ralph Baudach lebt in Hamburg.

## Filme (Auswahl)
- 2006: Crow Moon (Cel Painter)[18]
- 2006: Shhh! (Compositing-Assistent)[19]
- 2006: Haunted Hogmanay (Baubühne)[20]
- 2006: Epilogue (Regie, Animation, Compositing, Produktion, Musik)[21]
- 2008: MOX (Regie, Produktion, Musik)[22]
- 2012: 7 Tage ... im Ballett (Co-Autor, Kamera, Schnitt)
- 2013: 7 Tage ... unter Muslimen (Reporter, Co-Autor, Schnitt)[23]
- 2014: 7 Tage ... in der Studentenverbindung (Co-Autor, Kamera, Schnitt)[24]

## Diskografie
- 2000: Sucks-A-Phone (EP, Eigenverlag)
- 2004: Dazerdoreal – L'autiste (Noisolution / Indigo)
- 2005: KEN – I Am Thief (Strange Ways / Indigo)
- 2010: Ralph Baudach – Quartets! (EP, Eigenverlag)
- 2012: freisam – Alles außer Atem (EP, Eigenverlag)
- 2015: BAUDACH – Click Meat (Album, Eigenverlag)

## Auszeichnungen
- 1999: 1. Preis Jugend jazzt
- 2000: 1. Platz Rockbuster (Newcomer-Bandwettbewerb des Landes Rheinland-Pfalz)[25]
- 2017: Journalistenpreis des Deutschen Nationalkomitees für Denkmalschutz[26]